# Walther Hewel
Walther Hewel, född 25 mars 1904 i Köln, död 2 maj 1945 i Berlin, var en tysk diplomat och SS-Brigadeführer. Från 1938 var han chef för utrikesminister Joachim von Ribbentrops personliga stab. År 1943 utsågs Hewel till statssekreterare vid Nazitysklands utrikesministerium, Auswärtiges Amt.

## Biografi
Som fanbärare i Stoßtrupp Adolf Hitler deltog Hewel i Adolf Hitlers ölkällarkupp i München i november 1923. Hewel dömdes till ett år och tre månaders fängelse för medhjälp till högförräderi och satt internerad på Landsbergs fästning tillsammans med bland andra Hitler. I fängelset var Hewel Hitlers personlige betjänt. Han benådades och frisläpptes den 30 december 1924.
Efter frigivningen verkade Hewel som affärsman, först i Tyskland och senare i England. I slutet av 1920-talet företog Hewel resor i Asien och bedrev affärsverksamhet i bland annat Nederländska Ostindien. I mitten av 1930-talet blev han vid Auswärtiges Amt sakkunnig rörande Östasien.
Från 1944 var Hewel knuten till Hitlers innersta krets och befann sig i Führerbunkern i andra världskrigets slutskede. På eftermiddagen den 30 april 1945 begick Hitler och hans nyblivna hustru Eva Braun självmord. På kvällen dagen därpå lät Joseph och Magda Goebbels förgifta sina sex barn och begick därefter självmord. De kvarvarande personerna i bunkern gjorde då utbrytningsförsök gruppvis. I den första gruppen, som lämnade bunkern omkring klockan 22.00 den 1 maj, ingick bland andra Hewel, Wilhelm Mohnke, Otto Günsche och Hitlers tre sekreterare, däribland Traudl Junge. De försökte nå de tyska linjerna i västra Berlin, men tvingades väja för rysk artillerield och sökte sig till ett skyddsrum på Schönhauser Allee. Vid beskedet att de tyska trupperna i Berlin hade kapitulerat sköt sig Hewel med sin pistol.

## Utmärkelser
Walther Hewels utmärkelser
- NSDAP:s partitecken i guld
- Blodsorden nummer 90
- Ärmelband Stosstrupp Adolf Hitler
- Såradmärket för den 20 juli 1944 i svart
- SS-Ehrenring (Totenkopfring)
- SS Hederssvärd

## Populärkultur
I filmen Undergången från 2004 porträtteras Walther Hewel av Alexander Held.